# 1880-ті в театрі
1880-ті роки в театрі

## Персоналії

### Народилися

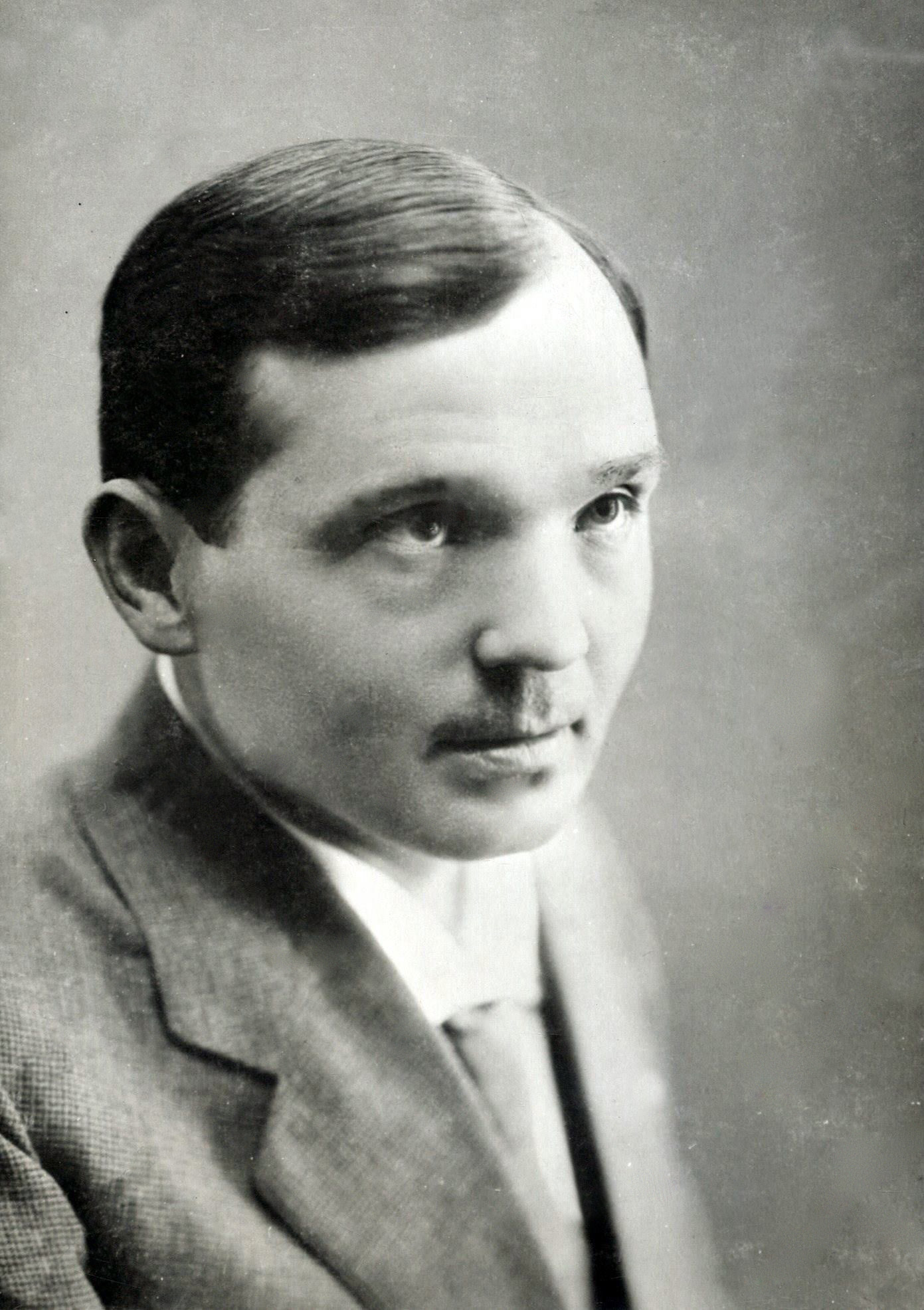
Гнат Юра

1887
- 21 березня 1887 (2 квітня 1887) —
  -  Олексій Гвоздєв (м. Санкт-Петербург) — російський театрознавець, театральний критик, історик театру, літературознавець, професор Петербурзького університету.

1888
- 27 грудня 1887 (8 січня 1888) —
  -  Гнат Юра (с. Федвар Олександрівського району Кіровоградської області) — український радянський театральний режисер, актор театру і кіно. Народний артист УРСР, народний артист СРСР (1940)

1889
- 26 листопада 1889 (8 грудня 1889) —
  -  Євген Золотаренко (Кобеляки, нині Полтавський район Полтавської області) — український радянський театральний актор, народний артист УРСР (1954)